# Fletcherea perrieri
Fletcherea perrieri là một loài bướm đêm trong họ Noctuidae.